# Ky Robinson
Ky Robinson (Brisbane, 27 febbraio 2002) è un mezzofondista australiano.

## Biografia
Inizia a praticare l'atletica leggera all'età di quindici anni e, dopo aver conquistato la sua prima medaglia nazionale, un bronzo nei 1500 metri piani ai campionati australiani under 18 nel 2019, va a rappresentare l'Australia ai campionati mondiali di Eugene 2022, dove non riesce ad accedere alla finale dei 5000 metri piani, e ai Giochi del Commonwealth di Birmingham 2022, dove si piazza sesto nei 10000 metri piani.
Nel 2023 prende parte ai campionati mondiali di corsa campestre, concludendo la gara senior di 10 km in ventitreesima posizione.
Nel 2025 è medaglia di bronzo ai campionati australiani assoluti nei 5000 metri piani e lo stesso anno conquista la medaglia di bronzo nei 3000 metri piani ai campionati mondiali indoor di Nanchino, dopo aver fatto registrare il record australiano della medesima disciplina nel corso dei Millrose Games a New York.

## Record nazionali

### Assoluti
- 3000 metri piani pista corta: 7'30"38 (i) ( New York, 8 febbraio 2025)

### Under 20
- 3000 metri siepi: 8'32"01  ( Eugene, 11 giugno 2021)

## Progressione

### 1500 metri piani
| Stagione | Tempo   | Luogo     | Data       | Rank. Mond. |
| -------- | ------- | --------- | ---------- | ----------- |
| 2024     | 3'41"56 | Palo Alto | 26-4-2024  |             |
| 2023     | 3'42"99 | Walnut    | 14-5-2023  |             |
| 2020     | 3'52"73 | Brisbane  | 14-11-2020 |             |
| 2019     | 3'54"01 | Brisbane  | 2-11-2019  |             |

### 3000 metri piani
| Stagione | Tempo      | Luogo    | Data      | Rank. Mond. |
| -------- | ---------- | -------- | --------- | ----------- |
| 2025     | 7'30"38(i) | New York | 8-2-2025  |             |
| 2024     | 7'36"69    | Seattle  | 9-2-2024  |             |
| 2023     | 7'42"30(i) | Seattle  | 25-2-2023 |             |
| 2022     | 7'50"35(i) | Seattle  | 26-2-2022 |             |
| 2021     | 8'12"70    | Berkeley | 1-5-2021  |             |
| 2020     | 8'28"57    | Brisbane | 19-9-2020 |             |
| 2019     | 8'19"39    | Brisbane | 28-9-2019 |             |

### 3000 metri piani pista corta
| Stagione | Tempo      | Luogo        | Data      | Rank. Mond. |
| -------- | ---------- | ------------ | --------- | ----------- |
| 2025     | 7'30"38(i) | New York     | 8-2-2025  |             |
| 2024     | 7'46"13(i) | Boston       | 9-3-2024  |             |
| 2023     | 7'49"72(i) | Fayetteville | 28-1-2023 |             |
| 2022     | 7'56"80(i) | Fayetteville | 29-1-2022 |             |

### 5000 metri piani
| Stagione | Tempo       | Luogo          | Data       | Rank. Mond. |
| -------- | ----------- | -------------- | ---------- | ----------- |
| 2025     | 13'02"34(i) | Boston         | 2-3-2025   |             |
| 2024     | 13'15"61    | Heusden-Zolder | 15-6-2024  |             |
| 2023     | 13'06"42(i) | Boston         | 2-12-2023  |             |
| 2022     | 13'11"53(i) | Boston         | 3-12-2022  |             |
| 2021     | 13'51"53    | Palo Alto      | 2-4-2021   |             |
| 2019     | 14'32"83    | Brisbane       | 16-11-2019 |             |

### 5000 metri piani pista corta
| Stagione | Tempo       | Luogo  | Data      | Rank. Mond. |
| -------- | ----------- | ------ | --------- | ----------- |
| 2025     | 13'02"34(i) | Boston | 2-3-2025  |             |
| 2024     | 13'21"99(i) | Boston | 26-1-2024 |             |
| 2023     | 13'06"42(i) | Boston | 2-12-2023 |             |
| 2022     | 13'11"53(i) | Boston | 3-12-2022 |             |

### 10000 metri piani
| Stagione | Tempo    | Luogo      | Data      | Rank. Mond. |
| -------- | -------- | ---------- | --------- | ----------- |
| 2025     | 28'15"12 | Palo Alto  | 29-3-2024 |             |
| 2023     | 27'58"74 | Palo Alto  | 11-3-2023 |             |
| 2022     | 27'44"33 | Birmingham | 2-8-2022  |             |

## Palmarès
| Anno | Manifestazione          | Sede       | Evento        | Risultato | Prestazione | Note |
| ---- | ----------------------- | ---------- | ------------- | --------- | ----------- | ---- |
| 2022 | Mondiali                | Eugene     | 5000 m piani  | Batteria  | 13'27"03    |      |
| 2022 | Giochi del Commonwealth | Birmingham | 10000 m piani | 6º        | 27'44"33    |      |
| 2023 | Mondiali di cross       | Bathurst   | 10 km         | 23º       | 31'11"      |      |
| 2025 | Mondiali indoor         | Nanchino   | 3000 m piani  | Bronzo    | 7'47"09     |      |

## Campionati nazionali
2019
- Bronzo ai campionati australiani under 18, 1500 m piani - 3'55"25
- 6º ai campionati australiani under 18, 3000 m piani - 8'19"39

2024
- 5º ai campionati australiani assoluti, 5000 m piani - 13'40"22

2025
- Bronzo ai campionati australiani assoluti, 5000 m piani - 13'50"31